# Hillesheim (Beamtenfamilie)

Sogenanntes „Hillesheim-Kreuz“
in Waldbröl von 1703

Die bürgerliche rheinische Beamtenfamilie Hillesheim hat ihren Ursprung in Waldbröl, wo sie erstmals 1654 mit Johann Hillesheim zu Bohlenhagen nachweisbar ist. Im 17. und 18. Jahrhundert hatte sie dort mehrfach die Stelle des Schultheißen inne und war maßgeblich an der Wiedergründung einer katholischen Gemeinde beteiligt. In Olpe/Westf. gehörte ein Familienzweig zur führenden Bürgerschaft.
In der zweiten Hälfte des 18. Jahrhunderts konnten Familienzweige in Köln als Ratsherren und im Domkapitel sowie in München im kurpfalz-bayerischen Hofrat soziale Spitzenpositionen einnehmen, die als adelsgleich anerkannt wurden bzw. zur Nobilitierung führten.

## Adel
Seit etwa 1750 verwendeten Mitglieder des Kölner Zweiges der Familie das Wappen der rheinischen Adelsfamilie von Merscheid genannt von Hillesheim (In Gold drei senkrecht gestellte gestümmelte schwarze Äste) und behaupteten, dass der oben genannte Johann H. zu Bohlenhagen aus dieser Familie stamme. Einen Beweis dafür gibt es nicht.
Am 28. September 1815 wurde der in Waldbröl geborene Aloys Friedrich Wilhelm Hillesheim in die Adelsklasse der königlich bayerischen Adelsmatrikel eingetragen.

## Bedeutende Vertreter

Gedenktafel für Franz Karl Josef Hillesheim an der Kirche Alt St. Kathrina in Köln-Niehl

- Franz Karl Josef von Hillesheim (1731–1803), Professor für Staats- und Kirchenrecht und Rektor der Universität zu Köln, Mitglied im Kölner Domkapitel.[7] Nach ihm wurde in Köln-Niehl die Hillesheimstraße benannt.
- Aloys Friedrich Wilhelm von Hillesheim (1756–1818), deutscher Publizist der Aufklärung, Ökonom und Illuminat